# Dr. 크라이고어
닥터 크라이고어(Dr.クライゴア, Dr. Crygor)는 닌텐도의 비디오 게임 시리즈 《메이드 인 와리오》의 등장인물이다.

## 소개
기계로 된 바이저를 낀 괴짜 사이보그 박사로, 발명이 특기다. 연구소는 다이아몬드 시티 밖의 섬에 위치해 있다.